# Swiss Life Arena
La Swiss Life Arena è un impianto sportivo polivalente sito a Zurigo nel quartiere Altstetten.
Viene utilizzata prevalentemente per l'hockey su ghiaccio, servendo da sede dei ZSC Lions.

## Storia
Dopo oltre 50 anni passati a giocare presso l'Hallenstadion gli Zürcher Schlittschuh Club Lions si sono messi alla ricerca di un nuovo impianto sportivo grazie alla sponsorizzazione della compagnia assicurativa Swiss Life. Intorno al 2009 è stato individuato un sito nel quartiere Altstetten e dopo un primo studio di fattibilità, nel 2012 è stato indetto un concorso per la selezione di un progetto che ha premiato lo studio britannico Caruso St John Architects. Nel 2015-2016 il consiglio comunale di Zurigo ha approvato la costruzione dello stadio, che è stata convalidata da un apposito referendum popolare.

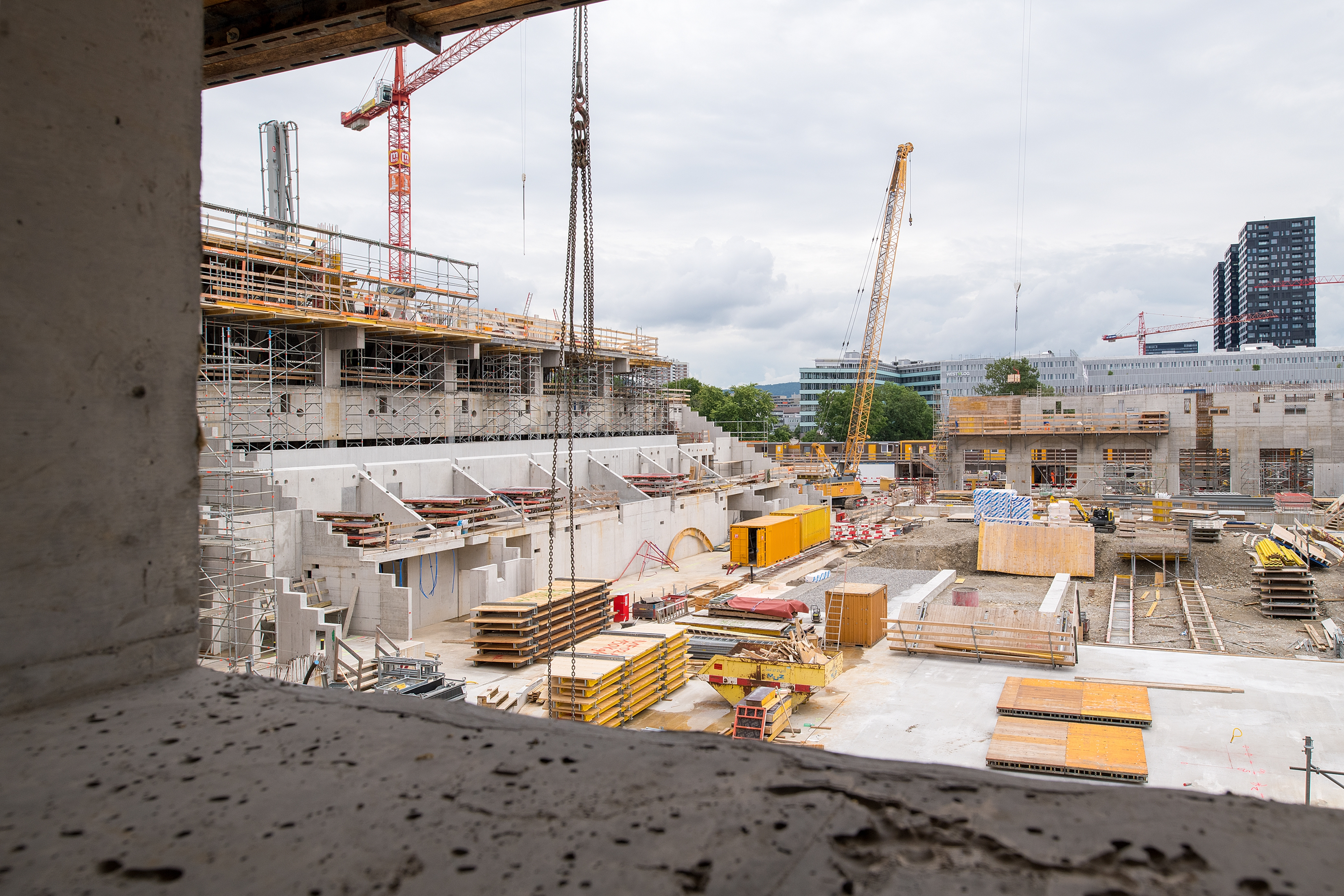
L'arena in costruzione nel 2020.

La costruzione è iniziata ufficialmente il 6 marzo 2019 per concludersi nel 2022. La prima partita si è svolta il 18 ottobre 2022 tra i ZSC Lions e l'Hockey Club Fribourg-Gottéron mentre l'ufficiale inaugurazione è avvenuta il 19 novembre successivo.